# Кобылин (гмина)
Кобылин (пол. Kobylin) — гмина (волость) в Польше, входит как административная единица в Кротошинский повет, Великопольское воеводство. Население — 8022 человека (на 2004 год).

## Сельские округа
1. Бердыхув
2. Длуголенка
3. Фиялув
4. Гурка
5. Куклинув
6. Лагевники
7. Непомуценув
8. Рашевы
9. Рембехув
10. Роев
11. Жемехув
12. Смолице
13. Сроки
14. Старковец
15. Старыгруд
16. Стары-Кобылин
17. Выганув
18. Залесе-Мале
19. Залесе-Вельке
20. Здзентавы
21. Таргошице

## Соседние гмины
1. Гмина Ютросин
2. Гмина Козмин-Велькопольски
3. Гмина Кротошин
4. Гмина Пемпово
5. Гмина Погожеля
6. Гмина Здуны